# Evert Wijkander
Karl Evert Theodor Wijkander, född 16 februari 1891 i Rämmens församling, Värmlands län, död 27 april 1980, var en svensk bergsingenjör och företagsledare.
Han var son till Berndt Wijkander och Hilda Spangenberg. Wijkander tog studentexamen 1909, bergsingenjörsexamen vid Kungliga Tekniska högskolan 1912, praktiserade i USA 1914–1916, i Tyskland 1916–1917, arbetade som biträdande martiningenjör hos Uddeholm i Hagfors 1920–1924, som överingenjör i Fagersta 1924–1934, kom som överingenjör till AB Bofors 1935 och var Bofors verkställande direktör 1936–1956. Detta var motsvarande befattning som hans far hade haft 1898–1918, då han var disponent för AB Bofors-Gullspång. Efter VD-tiden var Wijkander styrelseledamot i Bofors 1956–1967.
Han blev ledamot av Ingenjörsvetenskapsakademien 1941, av Gustav Adolfsakademien för folklivsforskning 1943 och av Krigsvetenskapsakademien 1946 samt hedersledamot av Örlogsmannasällskapet 1946. Wijkander blev kommendör av första klassen av Vasaorden 1955. Han är begravd på Norra begravningsplatsen utanför Stockholm.